# The Singles (Goldfrapp)
The Singles är ett samlingsalbum av den brittiska musikduon Goldfrapp, utgivet 6 februari 2012 av Mute Records och Parlophone. Det är gruppens första retrospektiva samlingsalbum och omfattar 12 utvalda singlar från alla deras fem album samt de två nyskrivna låtarna "Yellow Halo" och "Melancholy Sky".
Singlar som inte är inkluderade i den här samlingen är "Human", "Pilots", "Fly Me Away", "Caravan Girl", "Clowns" och "Alive".

## Bakgrund
Releasedatum och låtlista tillkännagavs på bandets webbplats den 8 december 2011 och från samma dag gick det även att förhandsbeställa det. "Melancholy Sky" släpptes som digital singel den 3 januari 2012. En video till "Yellow Halo" regisserades av Lisa Gunning och spelades in enbart med en Iphone. Mellan 30 januari och 15 april skrev Alison en kort kommentar om varje låt på duons Facebook-sida.

## Mottagande
Skribenten Jaime Gill på BBC Music sammanfattade sin recension av albumet med "Fjorton låtar som svänger mellan perfekt och enbart enastående är The Singles ett bevis på att Goldfrapp har varit den mest mångsidiga och mest konsekvent, glittrigt lysande popband i vårt nya årtusende." Även på webbplatsen Slant Magazine mötte albumet positiv kritik med 4,5 av 5 i betyg.

## Låtlista
| Nr  | Titel                               | Kompositör                     | Ursprungligt album | Längd |
| --- | ----------------------------------- | ------------------------------ | ------------------ | ----- |
| 1.  | Ooh La La                           | Alison Goldfrapp, Will Gregory | Supernature        | 3:23  |
| 2.  | Number 1                            | Goldfrapp, Gregory             | Supernature        | 3:25  |
| 3.  | Strict Machine (Single Mix)         | Goldfrapp, Gregory, Nick Batt  | Black Cherry       | 3:26  |
| 4.  | Lovely Head                         | Goldfrapp, Gregory             | Felt Mountain      | 3:49  |
| 5.  | Utopia (Genetically Enriched)       | Goldfrapp, Gregory             | Felt Mountain      | 3:49  |
| 6.  | A&E                                 | Goldfrapp, Gregory             | Seventh Tree       | 3:15  |
| 7.  | Happiness (Single Version)          | Goldfrapp, Gregory             | Seventh Tree       | 3:38  |
| 8.  | Train                               | Goldfrapp, Gregory             | Black Cherry       | 4:11  |
| 9.  | Ride a White Horse (Single Version) | Goldfrapp, Gregory, Batt       | Supernature        | 3:47  |
| 10. | Rocket                              | Goldfrapp, Gregory             | Head First         | 3:51  |
| 11. | Believer                            | Goldfrapp, Gregory             | Head First         | 3:43  |
| 12. | Black Cherry                        | Goldfrapp, Gregory             | Black Cherry       | 4:56  |
| 13. | Yellow Halo                         | Goldfrapp, Gregory             | Tidigare outgiven  | 4:43  |
| 14. | Melancholy Sky                      | Goldfrapp, Gregory             | Tidigare outgiven  | 4:27  |

## Listplaceringar
| Listor (2012)                    | Högsta placering |
| -------------------------------- | ---------------- |
| Belgiska albumlistan (Vallonien) | 14               |
| Irländska albumlistan            | 77               |
| Skotska albumlistan              | 37               |
| Schweiziska albumlistan          | 98               |
| Brittiska albumlistan            | 33               |

### Engelska originalcitat
1. ↑  "Fourteen songs that veer between the perfect and the merely outstanding, The Singles is proof that Goldfrapp have been the most versatile and most consistently, glittriglay brilliant pop band of our new millennium."